# Malthonea mimula
Malthonea mimula är en skalbaggsart som beskrevs av Martins och Maria Helena M. Galileo 1995. Malthonea mimula ingår i släktet Malthonea och familjen långhorningar. Inga underarter finns listade i Catalogue of Life.